# Памятник А. С. Грибоедову (Санкт-Петербург)
Памятник А. С. Грибоедову — скульптурный монумент русскому писателю и дипломату А. С. Грибоедову. Установлен в 1959 году в Санкт-Петербурге на Пионерской площади перед Театром юных зрителей имени А. А. Брянцева. Авторы проекта памятника — скульптор В. В. Лишев и архитектор В. И. Яковлев. Памятник является объектом культурного наследия федерального значения.

## История
Решение об установке в Ленинграде памятника А. С. Грибоедову было принято ещё до Великой Отечественной войны. В 1949 году для будущего памятника был выбран проект скульптора В. В. Лишева и архитектора В. И. Яковлева. Осенью 1950 года бронзовая скульптура была отлита на заводе «Монументскульптура». Несколько лет эта скульптура пролежала на заводе, так как городские власти не могли определиться с местом установки памятника. В 1956 году Ленгорисполком постановил установить памятник на площади перед строящимся зданием Театра юного зрителя. Сооружением памятника и изготовлением постамента занимался завод «Красная Заря». Торжественное открытие памятника состоялось 23 ноября 1959 года.

## Описание
А. С. Грибоедов изображён сидящим в непринуждённой позе. На спинку его кресла наброшен плащ. Взгляд писателя устремлён вперёд, в будущее. В его правой руке книга, лежащая на колене.
На восьмиугольном постаменте из серого полированного гранита золочёными знаками вырезана надпись: «Александр Сергеевич / Грибоедов». Высота скульптуры составляет 3 м, высота постамента — 3,9 м. 
Авторы книги «Скульптура Ленинграда» 1963 года критикуют памятник Грибоедову, отмечая, что в сравнении с памятником Н. Г. Чернышевскому, выполненным теми же авторами, в нём не чувствуется внутренней жизни.